# دیوردی لوکاچ
دیوردی لوکاچ (مجاری: György Lukács de Erzsébetváros; ۱۰ سپتامبر ۱۸۶۵ – ۲۸ سپتامبر ۱۹۵۰) سیاست‌مدار ارمنی‌تبار اهل مجارستان بود که از تاریخ ۱۸ ژوئن ۱۹۰۵ تا تاریخ ۶ مارس ۱۹۰۶ سمت وزارت دین و آموزش مجارستان را برعهده داشت.